# Rick Altman
Pour les articles homonymes, voir Altman.
Rick Altman est professeur de cinéma et de littérature comparée à l'Université de l'Iowa, aux États-Unis et théoricien du cinéma américain né le 9 janvier 1945 à DeRidder. 
Il a écrit plusieurs publications sur le cinéma et son histoire[réf. nécessaire]. Il a donné des cours sur le son et les projections des films muets, la conversion d’Hollywood au son, la théorie des genres, la comédie musicale, les films de Rouben Mamoulian et la théorie narrative.
Il a également publié sous le nom de Charles F. Altman,.

## Publications
- 1984 : “Toward a theory of the history of representational technologies"
- 1985 : « The Technology of the voice. Part 1 »
- 1986 : « The Technology of the voice. Part 2 »
- 1987 : The American film musical  (ISBN 2-200-37248-5)
- 1992 : Sound theory, sound practice
- 1999 : Film - genre (ISBN 0-85170-717-3)
- 2001 : The sounds of early cinema
- 2005 : Silent film sound (ISBN 0-231-11662-4)
- 2008 : A theory of narrative (ISBN 9780231144292)
- 2010 : Bruits, cris, musiques de films, les projections avant 1914 de Martin Barnier (préface)  (ISBN 978-2-7535-1203-0)